# 弗羅斯特岩
弗羅斯特岩（英語：Frost Rocks）是南極洲的岩石，屬於威廉群島中阿根廷群島的一部分，處於懷廷岩西南面1公里，屬於威廉群島的一部分，由英國南極名稱諮詢委員會命名，現時由南極條約體系管理。